# بانو (مجموعه تلویزیونی اسپانیایی)
بانو (اسپانیایی: La Señora‎) یک درام تاریخی اسپانیایی است که در سال ۲۰۰۸ منتشر شد.

## گزیدهٔ بازیگران
- آدریانا اوگارته
- رودولفو سانچو
- روبرتو انریکس
- لوسیا خیمه‌نس
- آنا واگنر
- اینما کوئواس
- رائول پنیا
- کارولینا لاپائوسا
- خینس گارسیا میان
- فلیکس کوبرو